# AnnMari Jansson
Eva AnnMari Jansson, född Olausson den 27 augusti 1934 i Stockholm, död 13 januari 2007 i Trosa, var en svensk professor i systemekologi. Hon ägnade sig särskilt åt att förstå samspelet mellan ekologi och ekonomi. Hon var en av initiativtagarna till etableringen av det tvärvetenskapliga forskningsfältet ekologisk ekonomi.

## Biografi
AnnMari Jansson avlade studentexamen vid Nya elementarskolan i Stockholm 1953. Samma år påbörjade hon akademiska studier i biologi vid Stockholms högskola, där hon drogs allt mer till den Zoologiska institutionen. Vid sidan av studierna i bland annat zoologi tjänstgjorde hon som amanuens vid denna institution 1956–1960. Inom zoologin kom hon att främst intressera sig för etologi, och sin trebetygsuppsats ägnade hon åt att studera duvors beteenden. Hon hade planer på att doktorera inom forskningsfältet, men har själv beskrivit hur hon som kvinna möttes av ett visst motstånd från en av de ledande manliga forskarna vid institutionen. Snart kom emellertid hennes akademiska bana att ta en ny vändning.
Redan under grundutbildningen hade AnnMari Jansson träffat zoologen Bengt-Owe Jansson och de gifte sig 1958. Bengt-Owe Jansson blev i början av 1960-talet föreståndare för Askölaboratoriet, en marin fältstation som Lars Silén, dåvarande professor vid Zoologiska institutionen, upprättade på Askö i Trosa skärgård. Som föreståndare tillbringade Bengt-Owe Jansson mycket tid på Askö där han också bedrev sina vetenskapliga studier. AnnMari Jansson ändrade därför sin forskningsinriktning och kom i stället för duvor att ägna sig åt att studera faunan i Östersjöns grönalgsbälte. Bengt-Owe och AnnMari Jansson blev därmed del av den första generationens forskare på Askölaboratoriet.
Verksamheten på Askölaboratoriet hade en avgörande betydelse för AnnMari Janssons akademiska karriär. Den marinbiologiska forskning som bedrevs där fick tidigt en ekologisk inriktning. Till en början handlade det främst om att förstå enskilda arters ekologi, men så småningom utvecklades forskningen till att beskriva och analysera samspelet mellan olika arter och deras omgivning. Den ekosysteminriktade forskningen var i hög grad inspirerad av den amerikanske ekologen Howard T. Odum, som under ett besök på Askölaboratoriet 1970 presenterade och diskuterade sina systemekologiska modeller. Odums inriktning och angreppssätt gjorde djupt intryck på Asköforskarna, och 1971 reste AnnMari och Bengt-Owe Jansson med sin familj till University of Florida för att tillbringa ett år på Odums institution.
I början av 1970-talet initierades även det storskaliga forskningsprojektet Dynamik och energiflöde i Östersjöns ekosystem som pågick under hela 1970-talet under ledning av Bengt-Owe Jansson. Det var helt och hållet uppbyggt kring Odums systemekologiska modeller. Inom ramen för detta forskningsprojekt fortsatte AnnMari Jansson sina studier av Östersjöns grönalgsbälte. År 1974 disputerade hon på avhandlingen Community structure, modelling and simulation of the Cladophora ecosystem in the Baltic Sea där hon beskrev och analyserade samspelet mellan olika organismer som levde i och på grönalgerna samt hur dessa organismer påverkades av olika omvärldsfaktorer.
Projektet om Östersjön var inriktat på att förstå de grundläggande sambanden i ekosystemet. För AnnMari Jansson var det dock viktigt att ta ytterligare ett steg och även inkludera människan i analysen av ekosystemet, ett angreppssätt som inte var okontroversiellt bland ekologer under 1970-talet. Även i detta avseende var hon inspirerad av Howard T. Odum och hans uppfattning om hur ekologiska och sociala system samspelade. Utifrån ett sådant helhetsperspektiv formulerade AnnMari Jansson den så kallade Gotlandsstudien, ett tvärvetenskapligt forskningsprojekt som pågick 1976–1984. Syftet var att studera hur naturens ekosystem och de ekonomiska systemen var sammankopplade genom att kartlägga energiflödena mellan dem. Efter hand kom projektet att formuleras som en integrerad ekologisk-ekonomisk systemanalys av Gotland. Under projektets gång blev AnnMari Jansson allt mer intresserad av möjligheten att utveckla ett samarbete mellan ekologer och ekonomer kring naturresurs- och miljöfrågor. År 1982 arrangerade hon tillsammans med nationalekonomen Karl-Göran Mäler, och med ekonomiskt stöd av Marcus Wallenbergs Stiftelse för Internationellt Vetenskapligt Samarbete, ett symposium i Saltsjöbaden där ekologer och ekonomer träffades under temat Integrating Ecology and Economy. Mötet speglade de både disciplinernas skilda utgångspunkter och förhållningssätt, men blev ändå inledningen på ett samarbete mellan ekologer och ekonomer som så småningom resulterade i framväxten av det internationella forskningsfältet ekologisk ekonomi.
År 1988 var AnnMari Jansson med och grundade det vetenskapliga sällskapet The International Society for Ecological Economics som följande år började ge ut tidskriften Ecological Economics. AnnMari Jansson var en av tidskriftens första biträdande redaktörer. Några år senare, 1992, arrangerade hon sällskapets andra officiella möte i Stockholm. Som ett erkännande för sina insatser inom ekologisk ekonomi tilldelades hon 1996 sällskapets utmärkelse, The Kenneth E. Boulding Memorial Award.
Utöver sitt internationella engagemang fortsatte AnnMari Jansson att nationellt utveckla tvärvetenskaplig forskning om människa och miljö. År 1990 blev hon föreståndare för ett nyinrättat centrum för naturresurs- och miljöforskning vid Stockholms universitet, en verksamhet som hon ledde fram till sin pensionering. Dessutom hade hon flera uppdrag i olika organisationer och forskningsråd, internationellt som nationellt. År 1995 blev hon biträdande professor och 1999 professor i systemekologi. Tillsammans med Bengt-Owe Jansson tilldelades hon 1999 Världsnaturfondens (WWF) Carl Mannerfelt-pris för sina insatser för Östersjöns miljö.
AnnMari Jansson var i flera avseenden en pionjär. Hon inledde sin karriär i en tid då kvinnor var starkt underrepresenterade i den akademiska miljön och hon kom att bli en inspirerande förebild för många kvinnor. I sin forskning drevs hon av ett starkt miljöengagemang och en intellektuell nyfikenhet på att förstå komplicerade samband. Arbetet med att integrera ekologi och ekonomi speglade ambitionen att driva forskningen längs nya vägar men också uppfattningen att forskningen ska bidra till samhällsnyttig kunskap.